# ليفي إس. قاولد
ليفي إس. قاولد (بالإنجليزية: Levi S. Gould)‏ هو سياسي أمريكي، ولد في 27 مارس 1831 بديكسمونت في الولايات المتحدة، وتوفي في 22 مارس 1917 بميلروز في الولايات المتحدة. حزبياً، نشط في الحزب الجمهوري. وقد انتخب عضو مجلس نواب ماساتشوستس.